# Зеленова Анна Іванівна
Зеленова Анна Іванівна (рос. Зеленова Анна Ивановна, 28 лютого, 1913 — 16 січня, 1980) — російський радянський музейник, колишній директор музею-заповідника «Павловськ». Ініціатор відновлення поруйнованого палацово-паркового ансамблю в Павловську після його руйнування під час Другої світової війни.

## Життєпис
Народилась в Петербурзі в родині робітників. Закінчила школу, а з 1929 року навчалась на креслярсько-конструкторських курсах. Пізніше отримала дві вищі освіти — екскурсійне відділення ЛГУ та літературний факультет ЛГПИ (мала фах літературознавця та мистецтвознавця). Працювала екскурсоводом у Державному Ермітажі, Російському музеї, в палацах передмість Петербурга-Ленінграда. Серед найбільших зацікавлень Зеленової — палац та парк в місті Павловськ. Перейшла працювати в Павловський музей старшим науковим співробітником з 1936 р., потім була заступником директора з науки, з 1941 року — директор. Брала активну участь в збереженні, евакуації та вивозу музейних скарбів в тил та в Ленінград. Перед захопленням міста Павловськ пішки дісталась Ленінграда і опинилась в блокованому місті. В лютому 1942 року була призначена на посаду керівника Музейного відділку радянського Управління палаців і парків блокованого Ленінграда. В липні 1943 року почала також працювати в Масовому відділені Державної Публічної бібліотеки. Блокаду відбула в місті.
По звільненню від фашистів Павловська знов почала працювати як рятівник і директор музею в Павловську.

## Відновлення Павловська

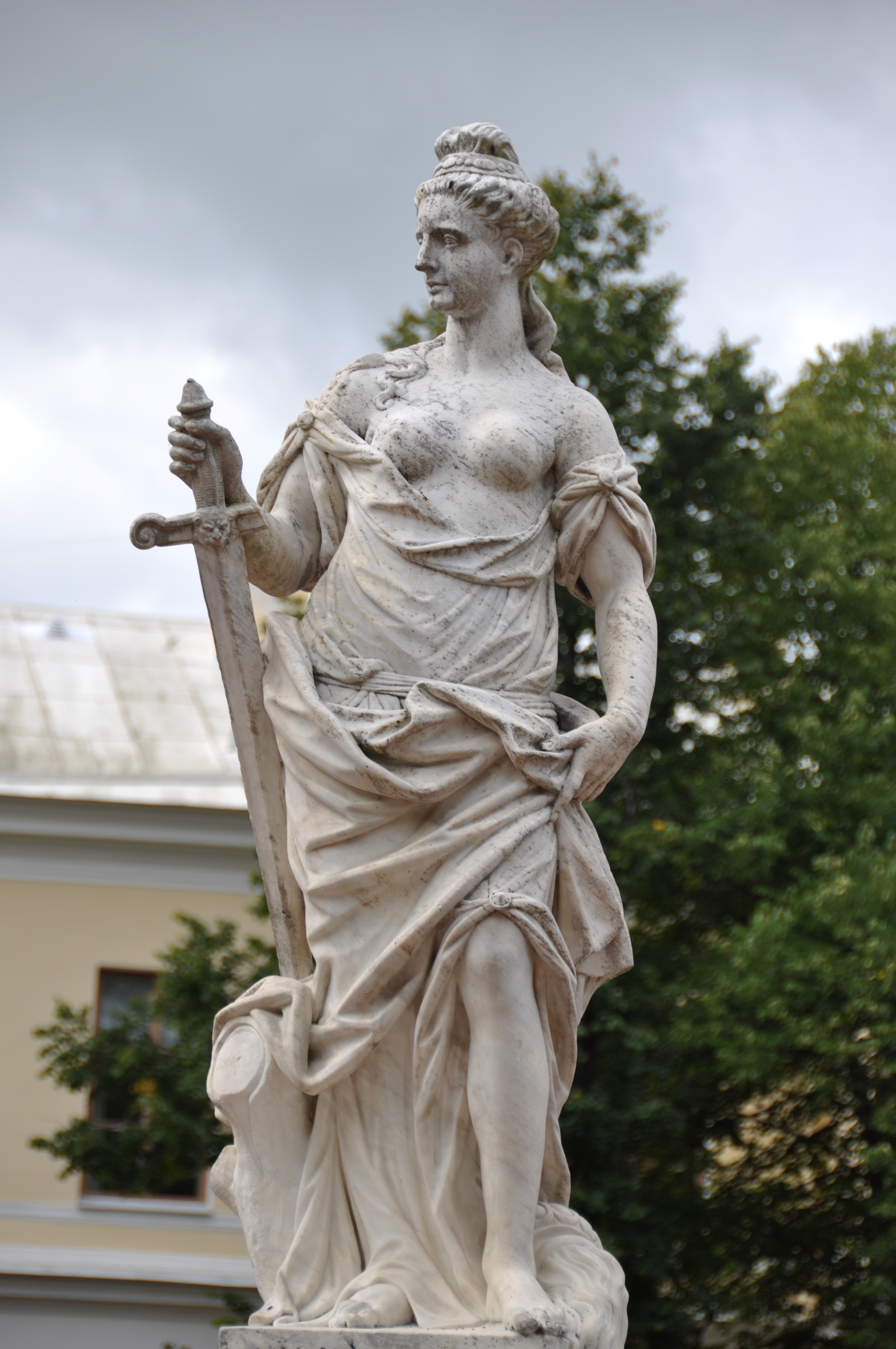
Алегорія Юстиції

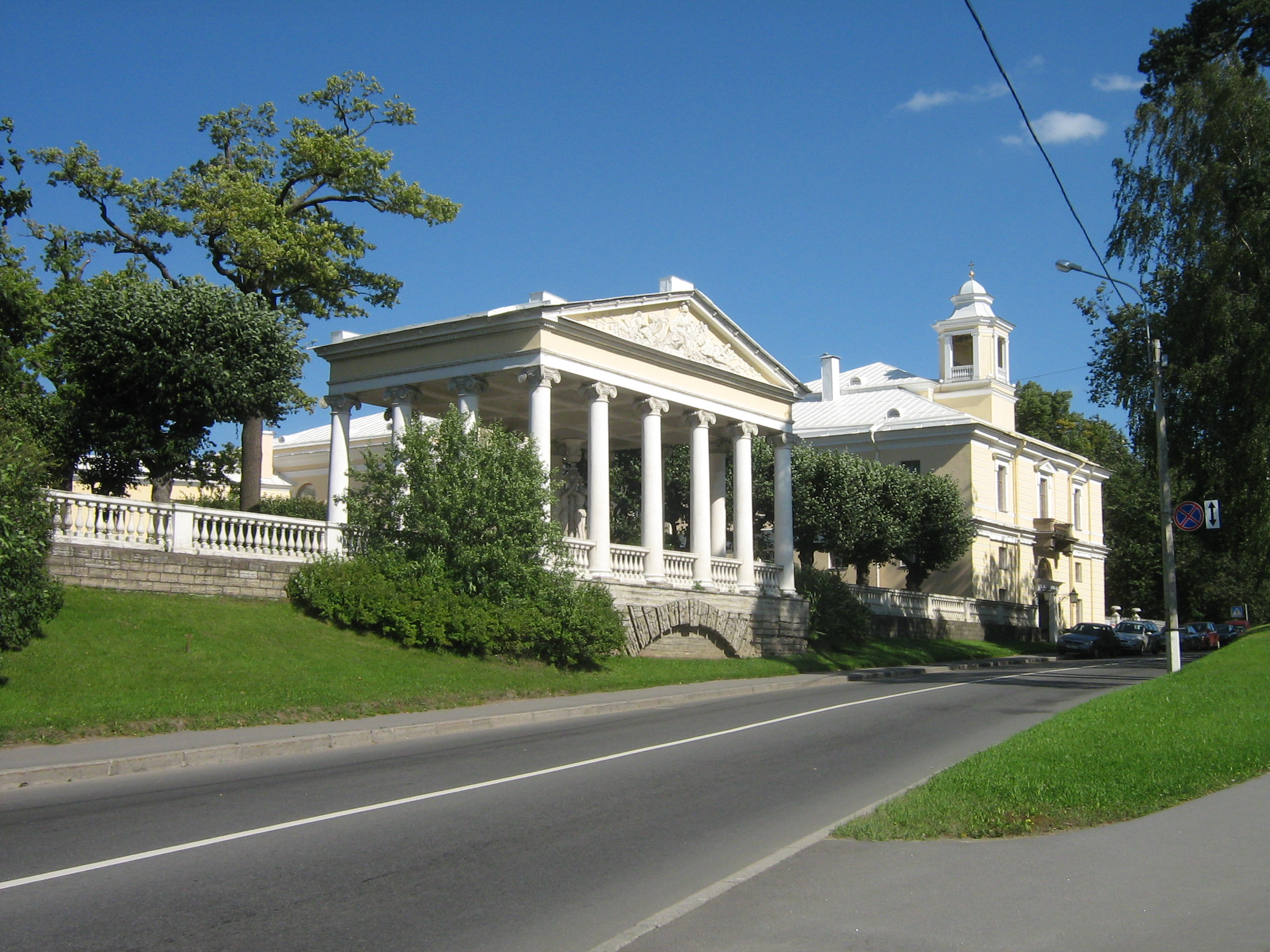
Шосе повз парк та павільйон Трьох грацій.

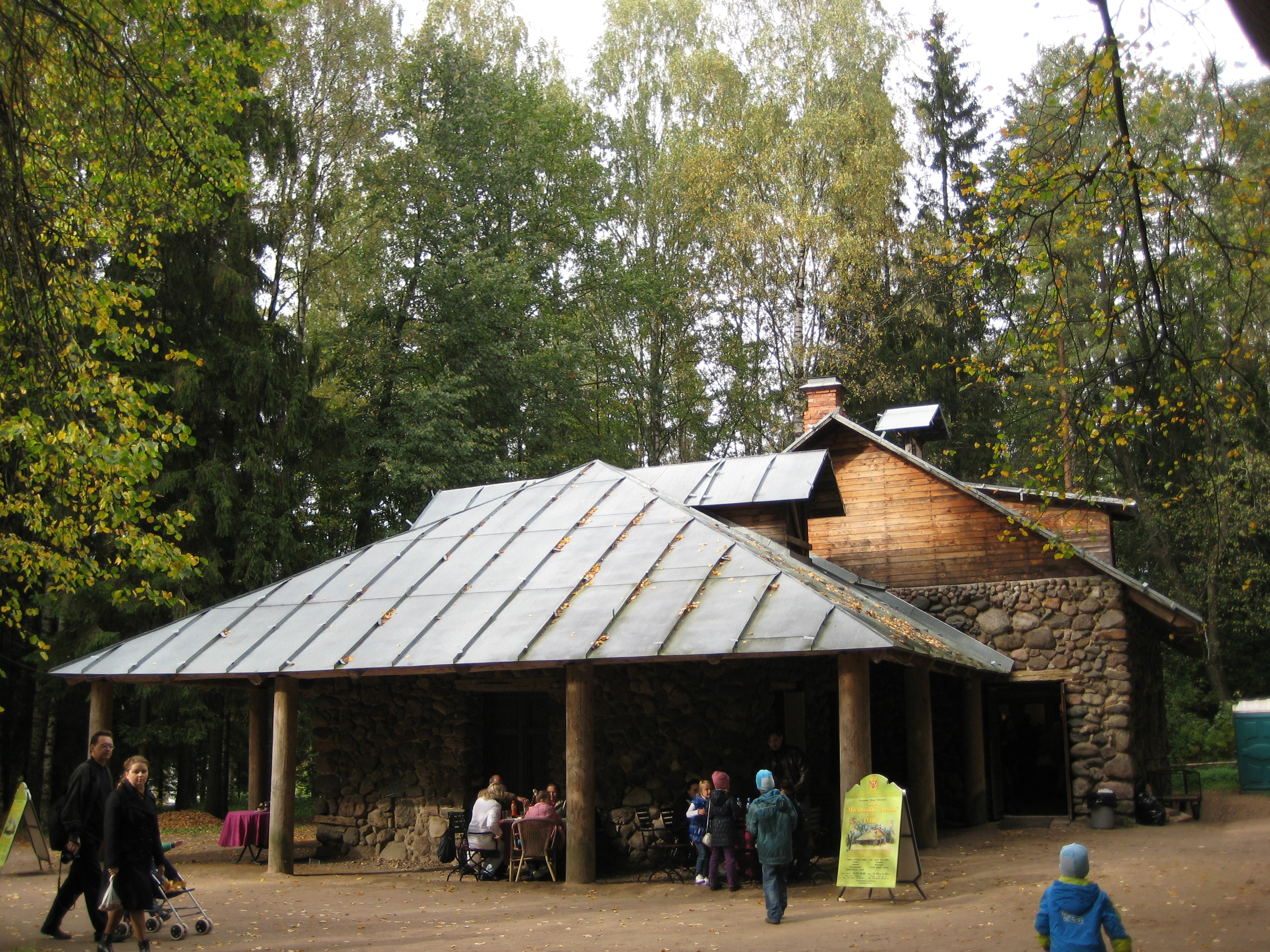
Павільйон «Молочня»

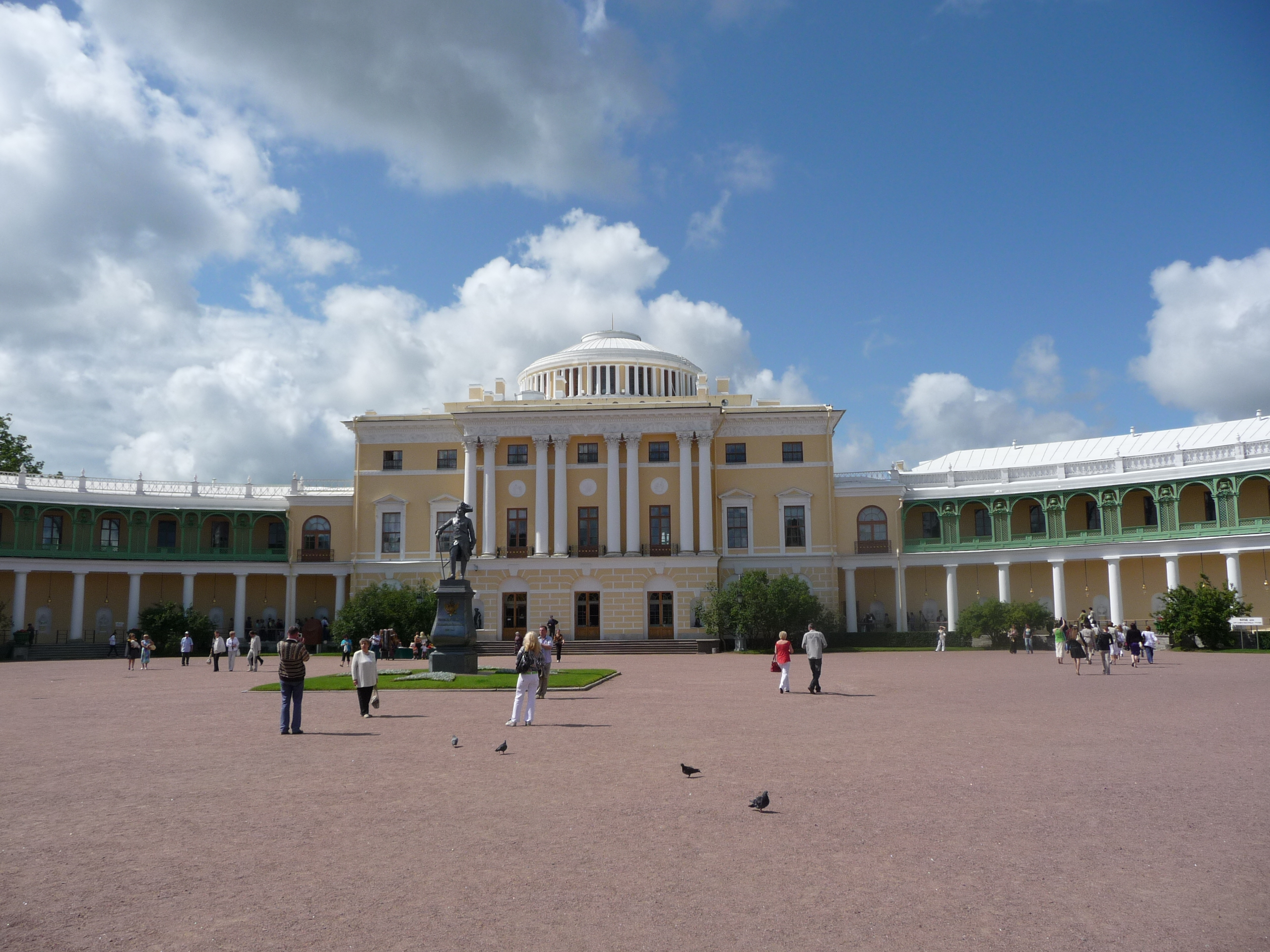
Павловськ. Площа перед палацом (дальній план)

Директорство Анни Іванівни припало на найважчий період історії палацово-паркового ансамблю в Павловську (1941-1979 рр.) Адже він лежав в руїнах. Музейні речі були вивезені, а всесвітньо відомий пейзажний парк був сплюндрований, понівечений війною і частково вирубаний. Зеленова звернулася до найактивнішої сили радянського суспільства тої пори — до армії, до військових. Через візити до командування їй вдалося зацікавити несподіваною ідеєю консервації та негайної реставрації ансамблю в Павловську практично відразу по звільненню території від загарбників. Не в повному обсязі, але ці плани були здійснені. Тому були швидко розпочаті консервація руїн, збори решток декору поруйнованого палацу, відбудова стін, склепінь, стель і дахів, пошкоджених пожежею. Наукова реставрація була розпочата, але це процес довготривалий. Тому продовжується і в 2013 році, коли Анні Іванівні виповнилося б 100 років з дня народження. Були створені музейні запасники, куди перевезли музейні фонди Павловського палацу та Великого Гатчинського палацу, відновлювати який на той час вважали недоречним, практично неможливим.
Її примусили до компромісу. Тому цілком поруйнована частина Павловського палацу була ремонтована без відновлення історичних інтер'єрів і передана Будинку відпочинку радянських трудящих, котрий мешкав поряд з музеєм за часів СРСР.
За роки керування музейним комплексом сприяла реставрації і відновленню багатьох ділянок парку, паркових містків та павільйонів «Храм Дружби», Піль-вежа, Молочня. На колишні міста були встановлені бронзова та мармурова садово-паркова скульптура Великих кругів, галявини муз тощо, збережених під час війни.

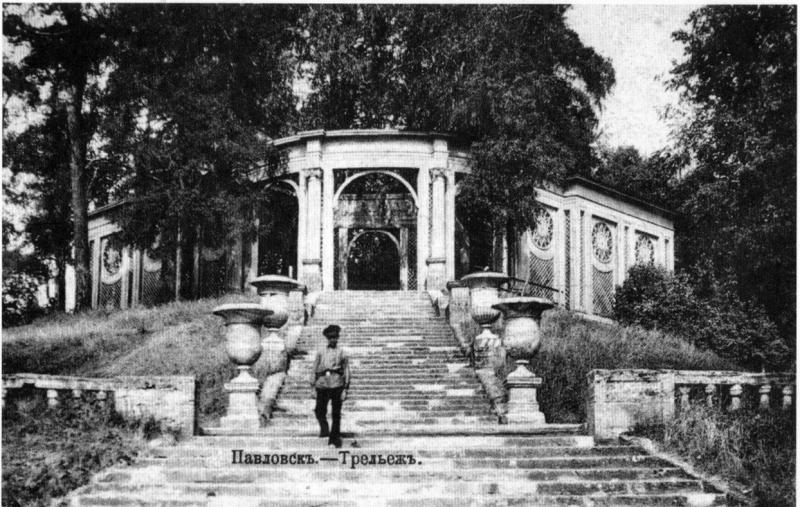
Павловськ. Павільйон «Трельяж», поштівка 1900 року.
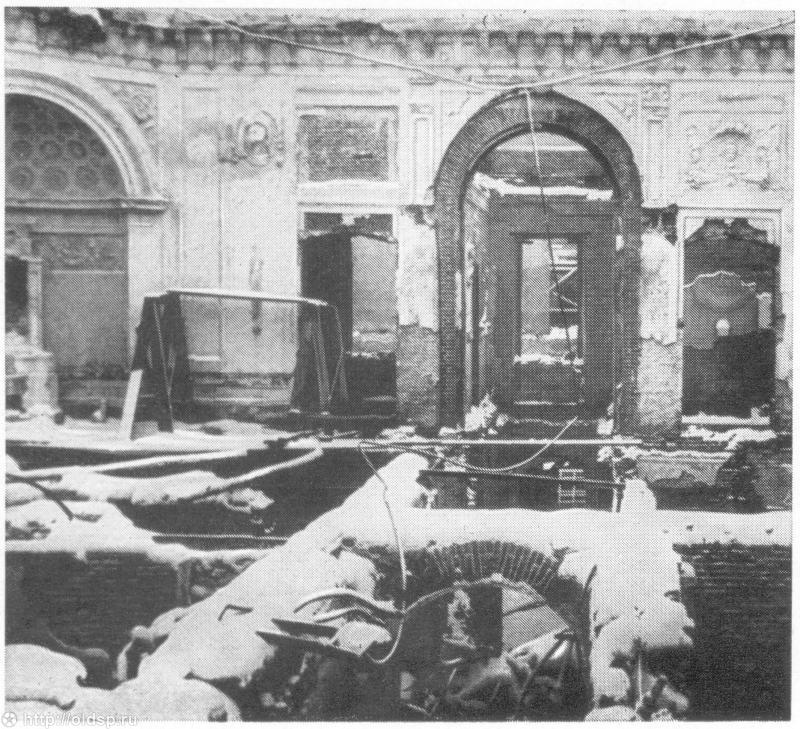
Поруйнований палац в Павловську, фото 1944 року
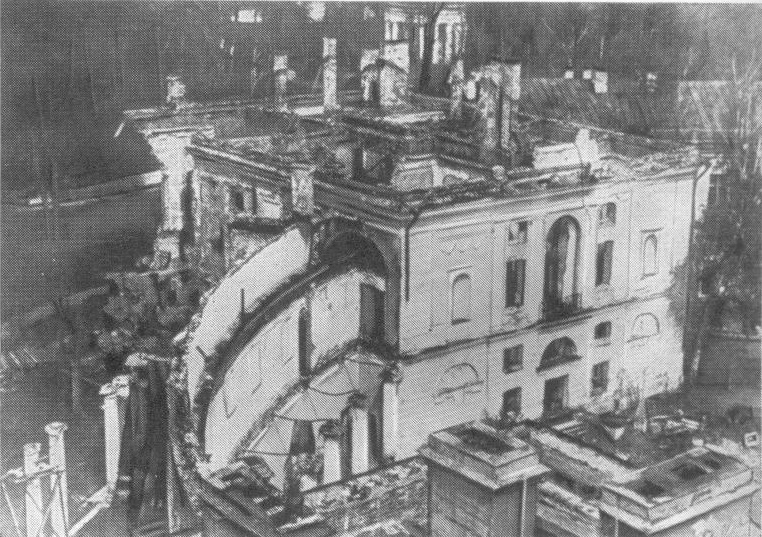
Поруйнована галерея і дворовий флігель, фото 1944 р.

## Останні роки
20 січня 1979 р. офіційно покинула посаду директора в зв'язку з виходом на пенсію. Померла і похована в місті Павловськ.

## Друковані твори А. Зеленової
- А. Зеленова (в соавт. с С. В. Трончинским и Ф. Н. Выходцевым), «Павловский дворец-музей и парк в г. Слуцке», Л., 1939
- «Павловский парк». Справочник-путеводитель, Л., 1954
- «Павловск»: Виды парка. М., 1956
- Снаряды рвутся в Павловске: Из восп. // «Подвиг века: Художники, скульпторы, архитекторы, искусствоведы в годы Великой Отеч. войны и блокады Ленинграда». Л., 1969;
- «Дворец в Павловске», Л., 1978 (2 е изд., испр. и доп. 1986)

## Увічнення пам'яті
2012 року з нагоди 100-річчя з дня народження відомого музейника розпочато збори коштів на створення бронзового монумента Зеленовій Анні Іванівні.

## Паркові краєвиди

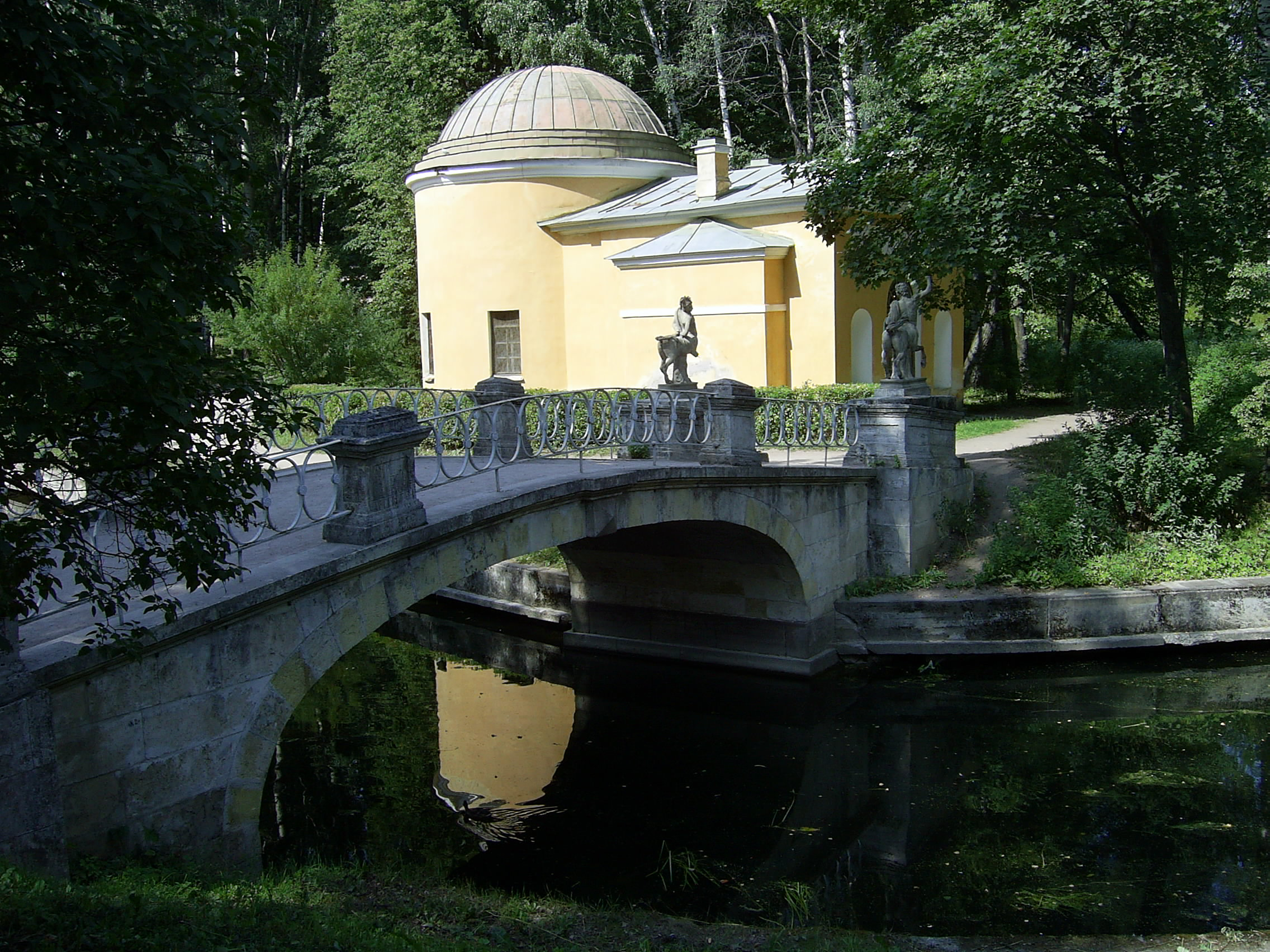
Холодна лазня і Міст кентаврів
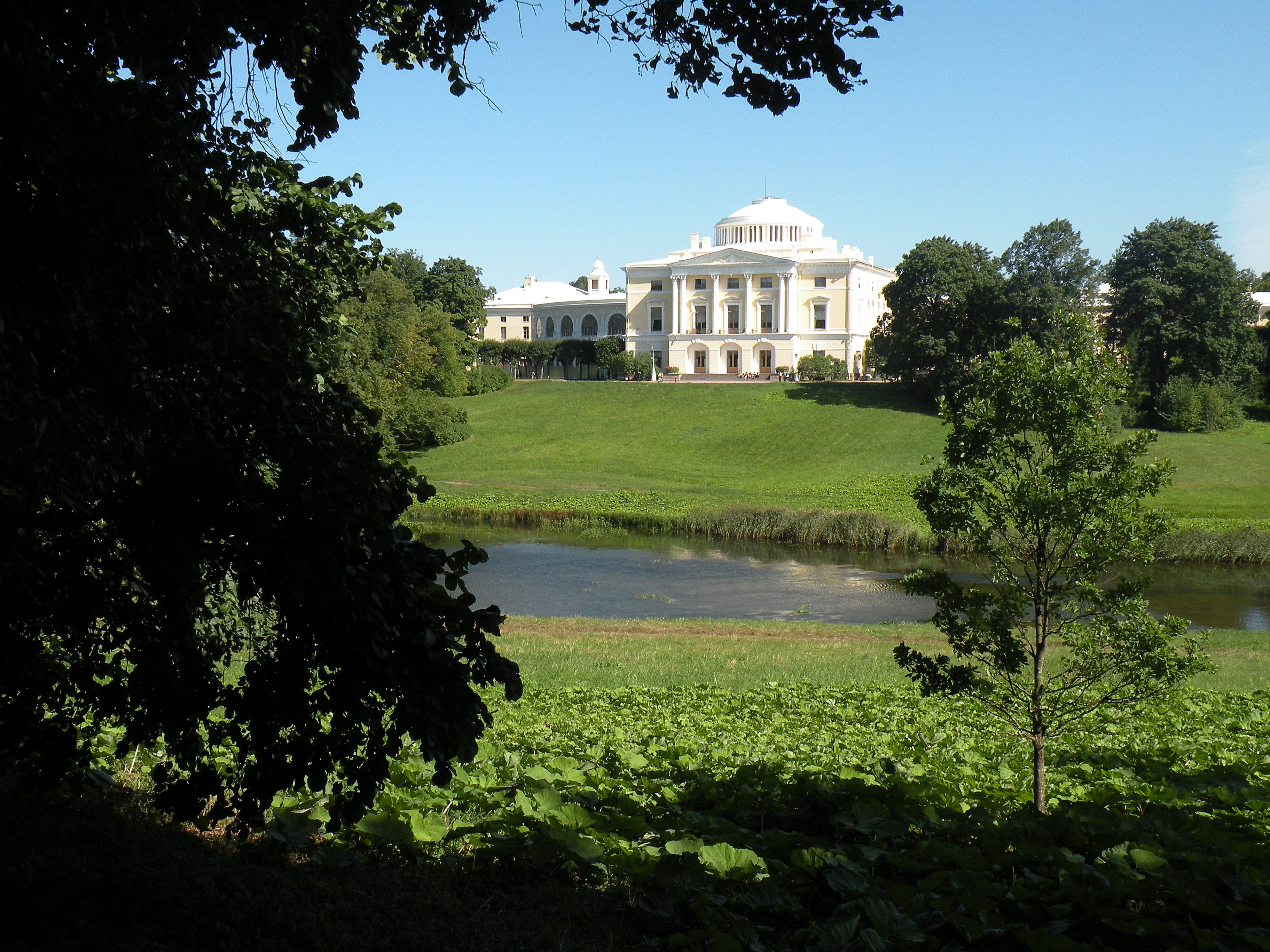
Відбудований палац з боку річки Слов'янка
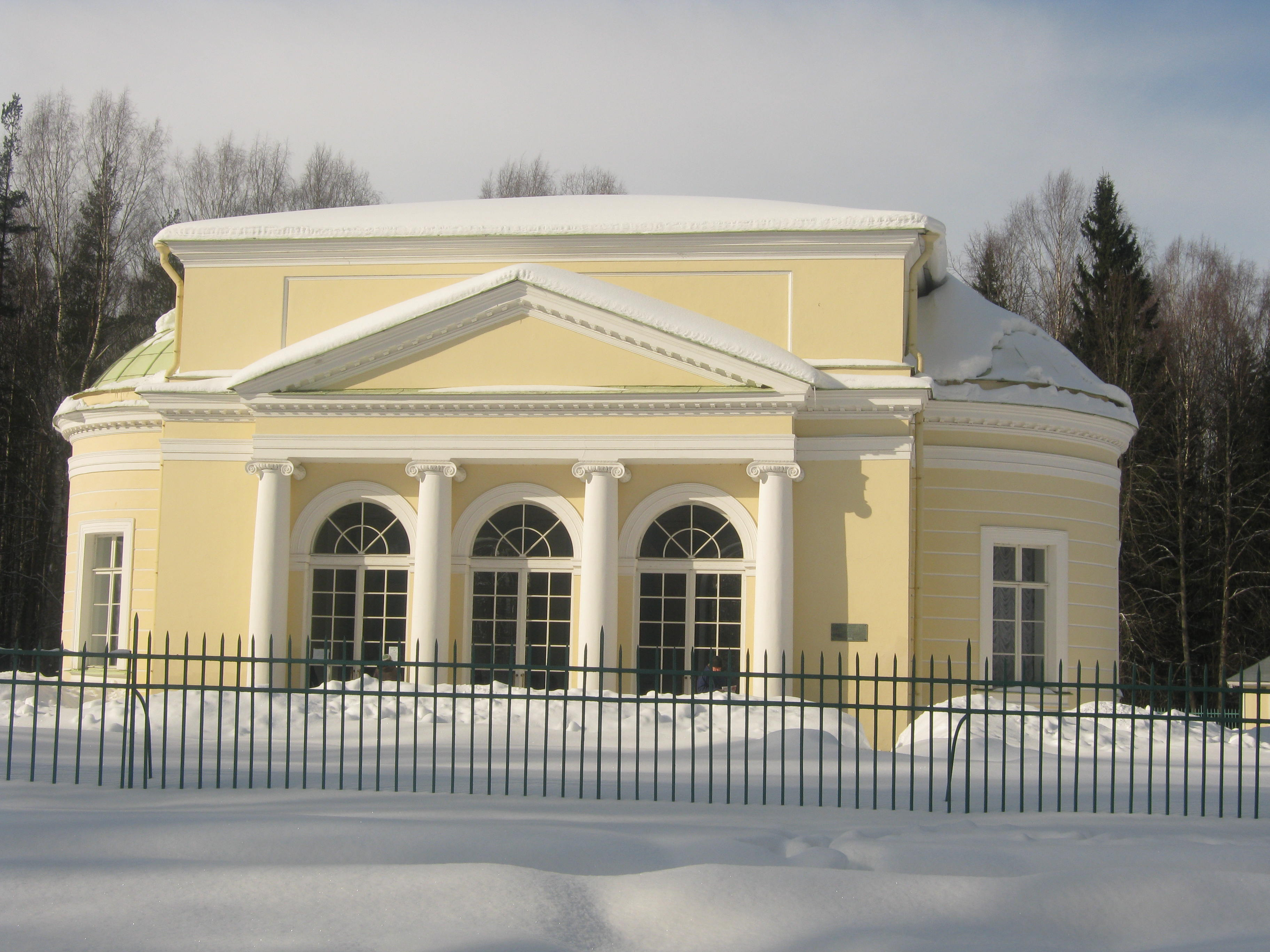
Так звана Кругла зала.
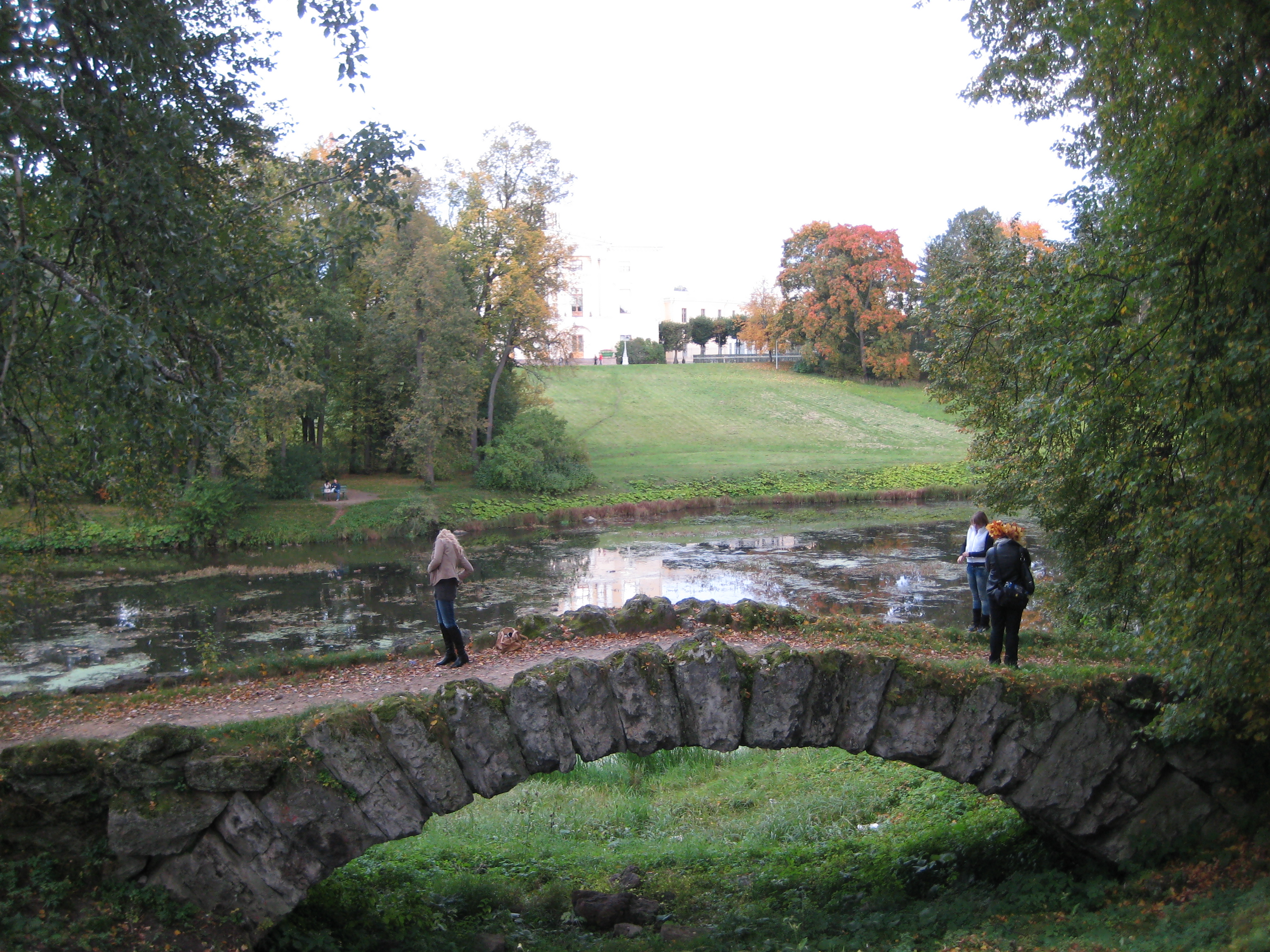
Парковий міст біля колонади Аполлона
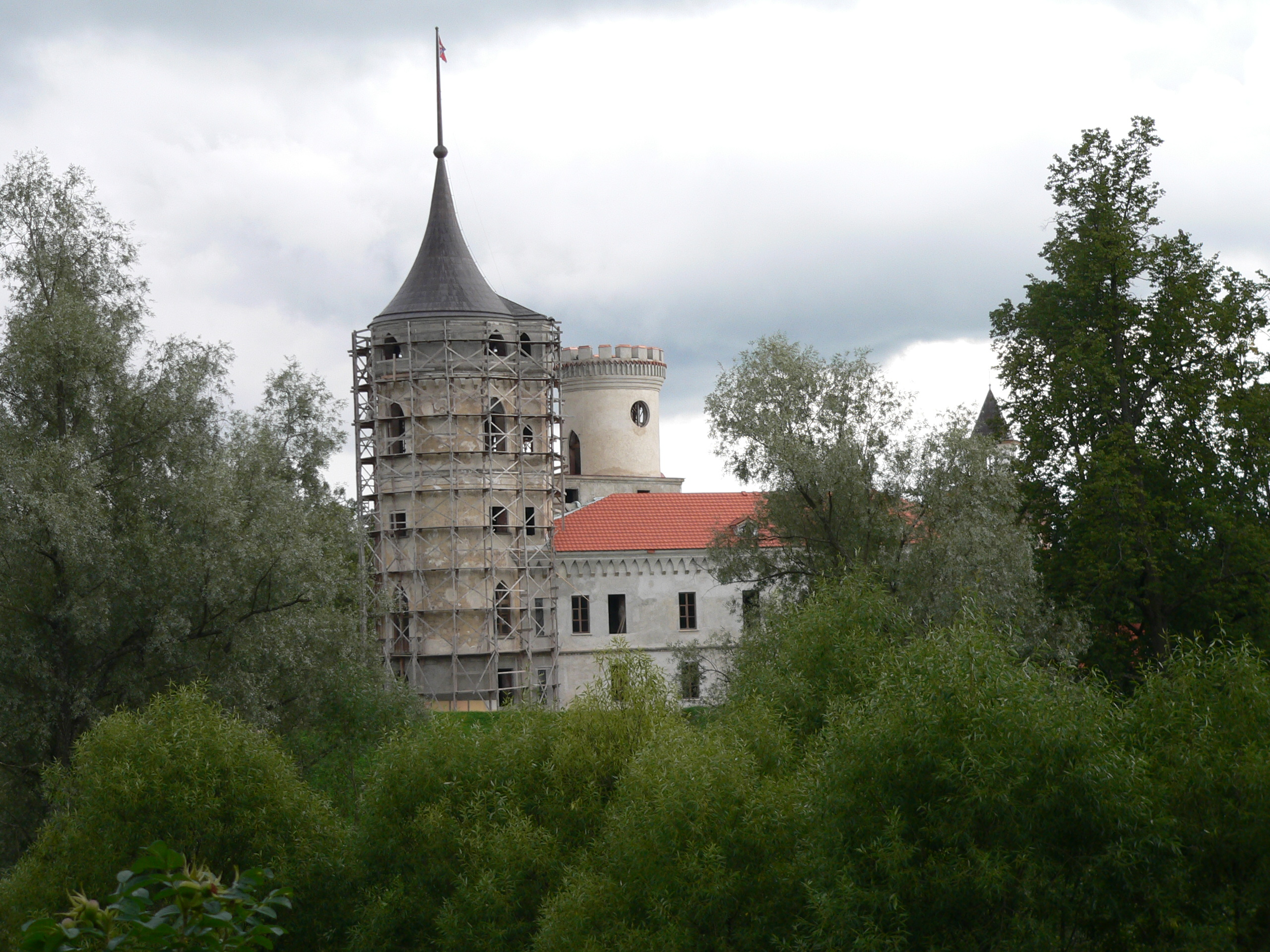
Фортеця Біп, реставрація
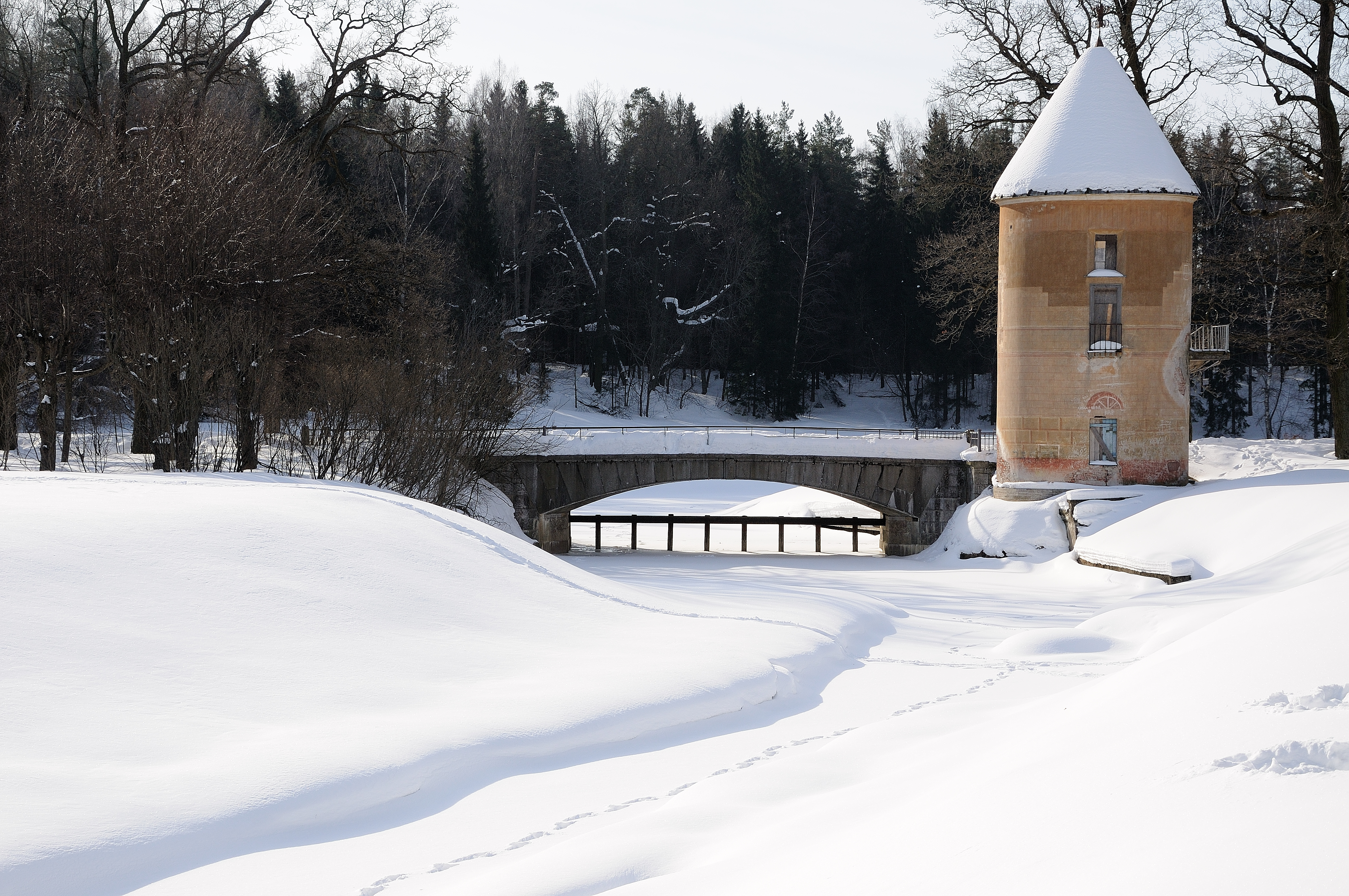
Пиль-вежа і місток в парку.
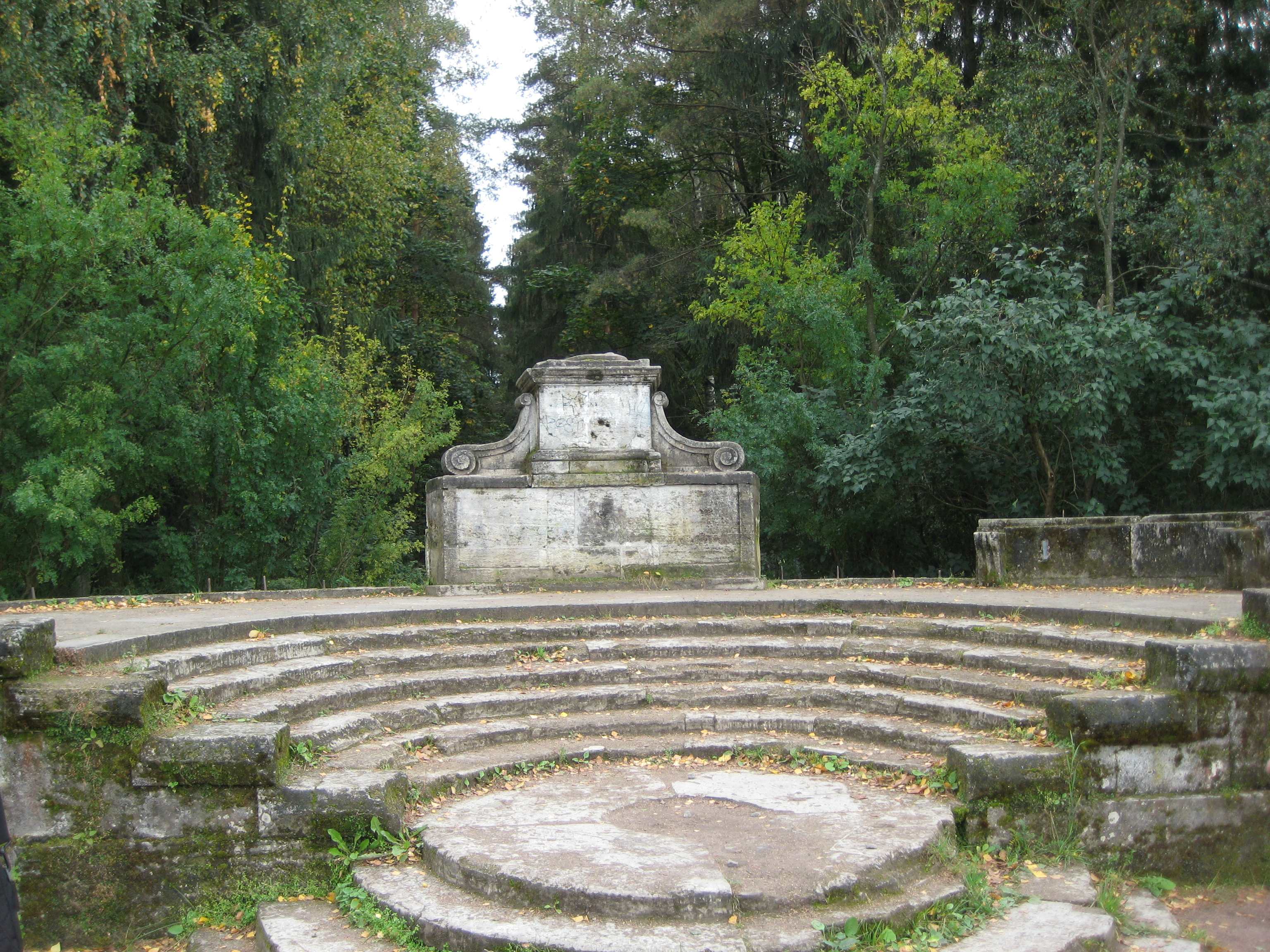
Залишки кам'яного амфітеатру
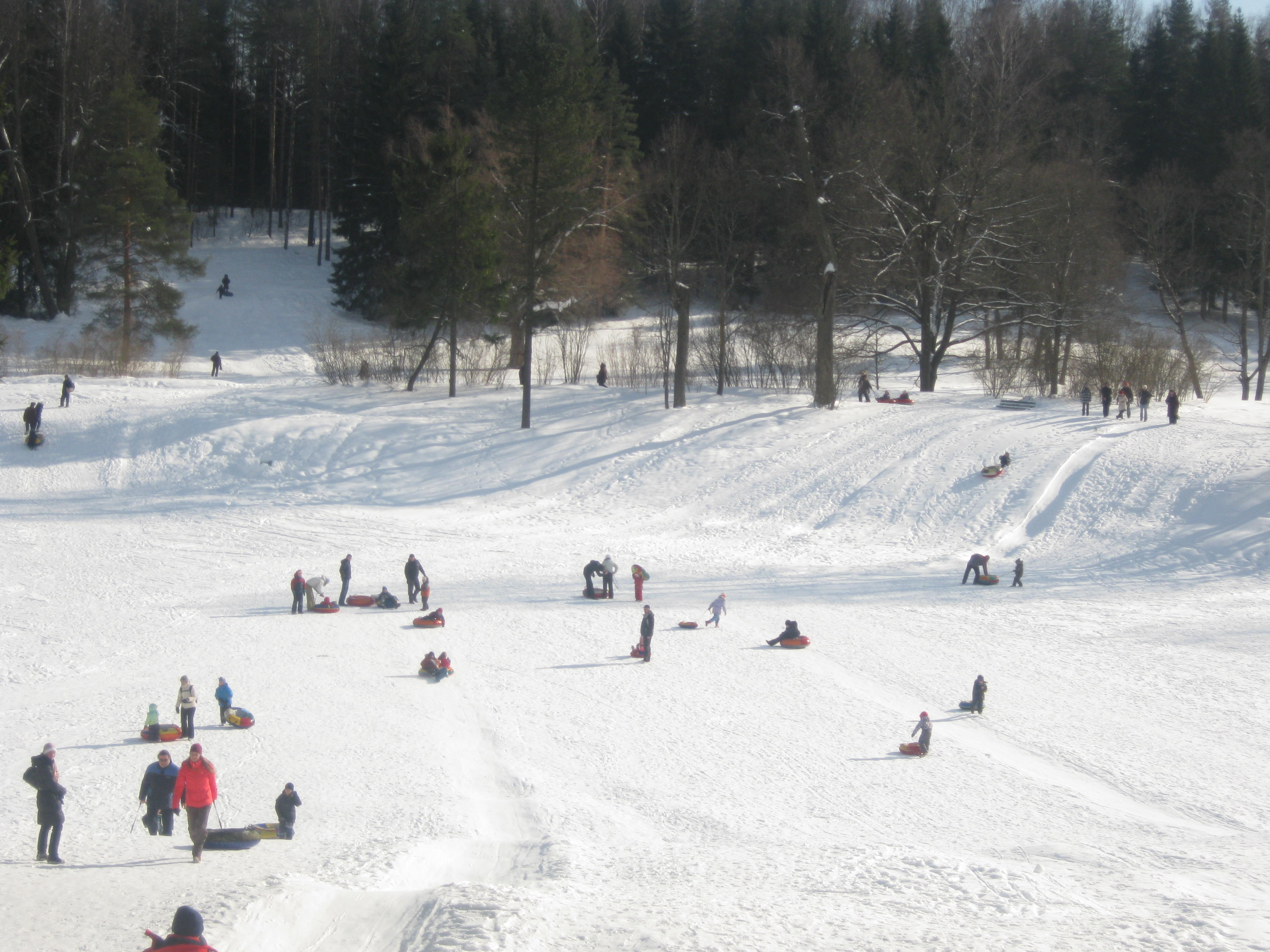
Катання в парку взимку
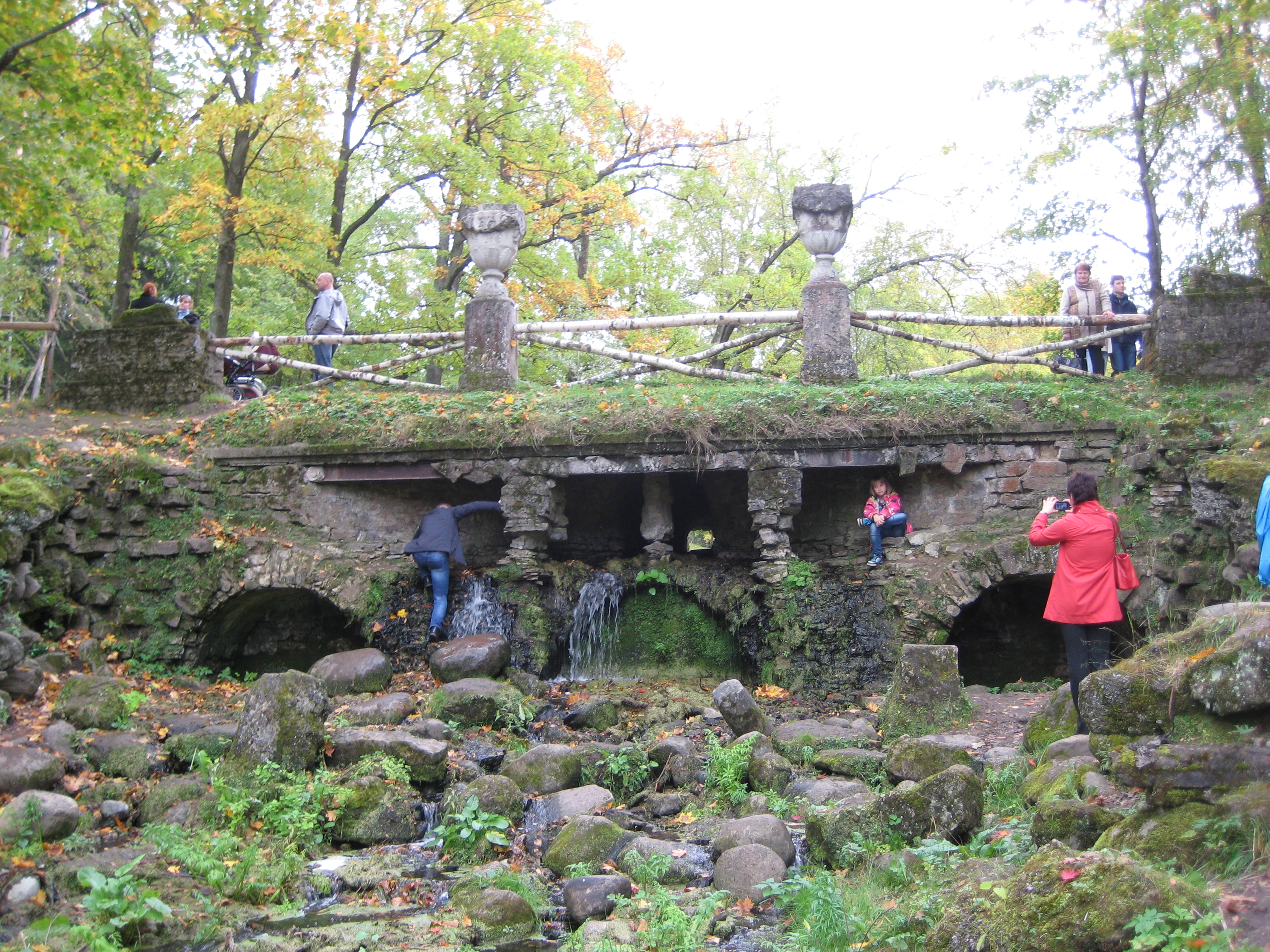
Руїнний каскад
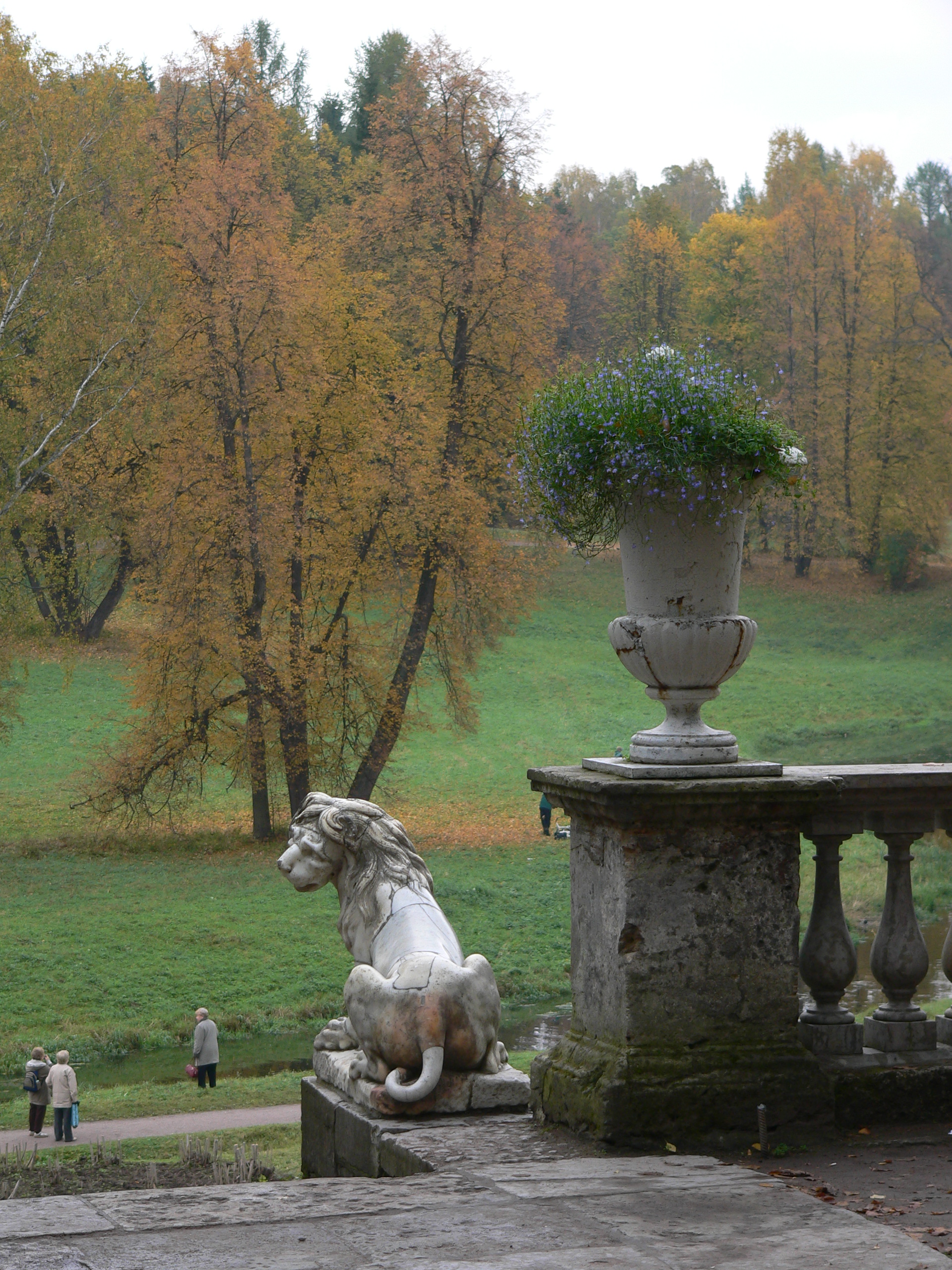
Мармуровий лев на сходинках